# Ga Sakata (Shiga)

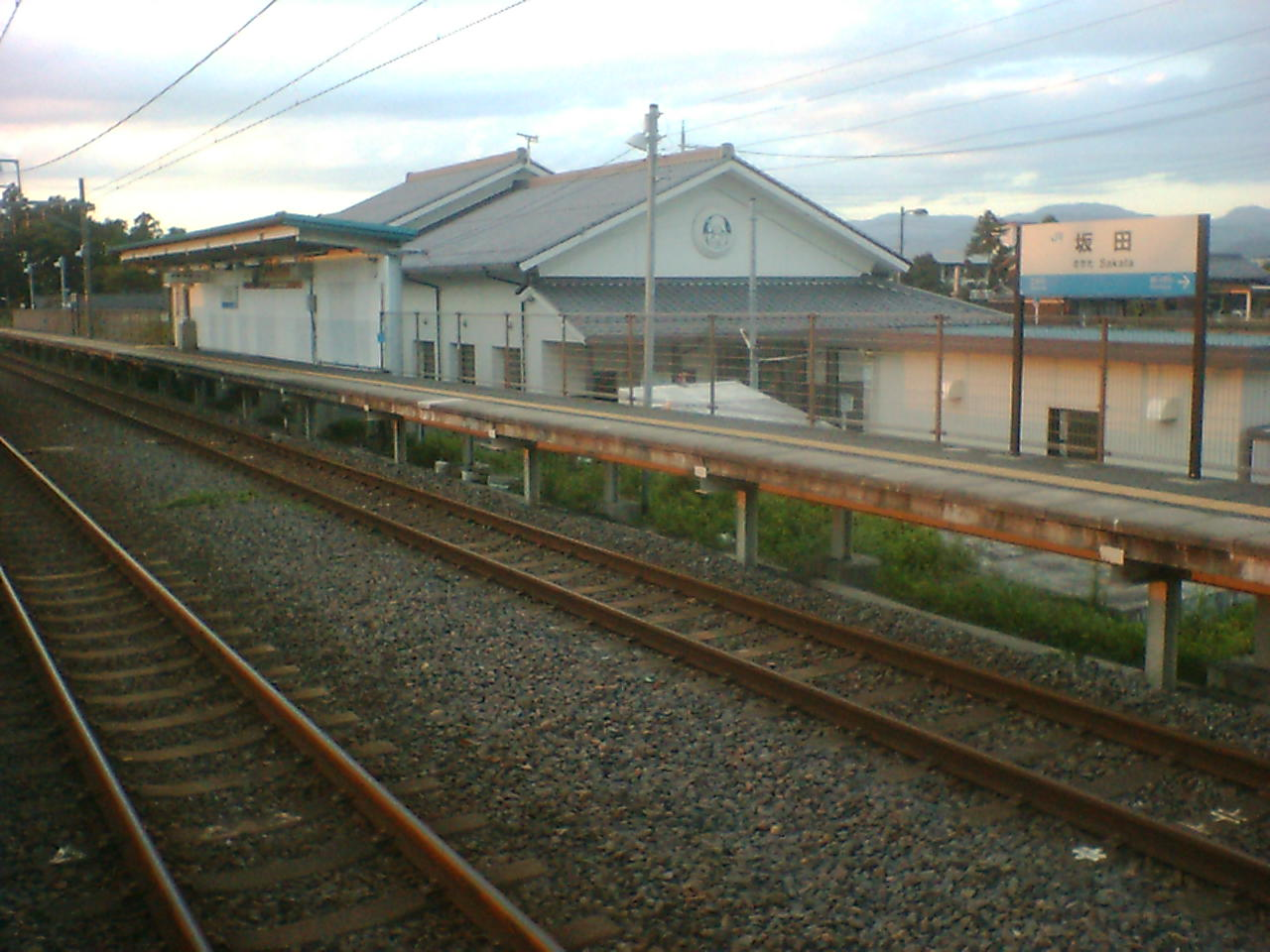
Nền tảng

Ga Sakata (坂田駅 Sakata-eki) là một ga đường sắt ở thành phố Maibara, tỉnh Shiga, Nhật Bản.

## Liên kết ngoại
- Ga Sakata (trang chính thức của JR West) (bằng tiếng Nhật)